# Yerson Opazo
Yerson Flavio Opazo Riquelme (* 24. Dezember 1984 in Villarrica), auch unter seinem Spitznamen Chopa bekannt, ist ein ehemaliger chilenischer Fußballspieler. Der Abwehrspieler absolvierte ein Länderspiel für Chile und wurde auf Vereinsebene ein Mal chilenischer Meister.

## Karriere

### Verein
Yerson Opazo kam aus der Jugend mit 20 Jahren in die Profimannschaft von Universidad de Chile. Anfangs absolvierte der Verteidiger nur Freundschaftsspiele und debütierte erst in der Apertura 2005. Allerdings fand er im Kader von Héctor Pinto oftmals keine Berücksichtigung und wurde an Deportes La Serena verliehen. Dorthin wechselte er 2008, nachdem er von Trainer Jorge Socías nach einem Diskoskandal mit Mauricio Pinilla aus dem Kader geworfen worden war. Der Vertrag mit Opazo wurde aufgelöst und er war ein halbes Jahr vereinslos. Deportes La Serena verpflichtete den auf der rechten Seite spielenden Opazo zur Saison 2008.
Bei La Serena konnte Opazo überzeugen und der CSD Colo-Colo verpflichtete ihn, allerdings setzte Trainer Hugo Tocalli nicht auf ihn, so dass er häufig auf der Bank saß. Nach einem halben Jahr wechselte Opazo zum CD O’Higgins, bei dem er seine erfolgreichste Zeit seiner Karriere verbrachte. Explizit von Trainer Jorge Sampaoli gewünscht, wurde er direkt Stammspieler. In der Apertura 2012 schaffte es O’Higgins ins Finale, verlor dort nach Elfmeterschießen gegen Universidad de Chile. Auch Opazo verschoss einen Elfmeter gegen seinen Ex-Klub. In der Apertura 2013/14 schaffte der Verein aus Rancagua dann den Finalsieg gegen CD Universidad Católica und sicherte sich somit die erste Meisterschaft in der Klubhistorie. Mit seinem Tor gegen Deportivo Cali in der Copa Libertadores 2014 verschaffte Opazo O’Higgins den ersten Sieg in der Copa Libertadores. Es blieb der einzige und die Rancaguenos schieden als Dritter der Gruppe aus. Bis 2017 spielte Opazo für O’Higgins.
2017 wechselte Opazo zu San Luis de Quillota, wo er allerdings nur ein Jahr blieb und zum CDP Curicó Unido ging. Opazo spielte fünf Jahre in Curicó und beendete nach einem Jahr in der Primera B bei Deportes Santa Cruz seine Karriere.

### Nationalmannschaft
Yerson Opazo debütierte im November 2012 für die Nationalmannschaft unter Claudio Borghi beim Freundschaftsspiel gegen Serbien, als er zur Halbzeit für Manuel Iturra eingewechselt wurde. Die 1:3-Niederlage war seine einzige Partie im Nationaltrikot.

## Erfolge
O’Higgins
- Chilenischer Meister: 2013/14-A
- Supercopa de Chile-Sieger: 2014